# Mellanfjärden
Mellanfjärden is een plaats in de gemeente Nordanstig in het landschap Hälsingland en de provincie Gävleborgs län in Zweden. De plaats heeft 88 inwoners (2005) en een oppervlakte van 25 hectare. De plaats ligt aan de Botnische Golf.